# هبشیم
هبشیم (به فرانسوی: Habsheim) یک کمون (فرانسه) در فرانسه است که در canton of Habsheim واقع شده‌است. هبشیم ۱۵٫۶۳ کیلومتر مربع مساحت دارد ۲۴۰ متر بالاتر از سطح دریا واقع شده‌است.